# Battaglia di Chantilly
La battaglia di Chantilly (conosciuta anche come battaglia di Ox Hill) è stata un episodio della campagna della Virginia settentrionale della guerra di secessione americana durante la quale l'Armata della Virginia settentrionale del maggiore generale "Stonewall" Jackson cercarono di tagliare le linee di rifornimento dell'Armata della Virginia ma venne intercettato da due divisioni nordiste.

## Contesto
Dopo la sconfitta subita nella seconda battaglia di Bull Run del 30 agosto, il maggiore generale nordista John Pope ordinò all'Armata della Virginia di ritirarsi verso Centreville. L'armata attraversò il Bull Run distruggendo lo Stone Bridge dopo il suo passaggio. Il generale sudista Robert E. Lee decise di non inseguire il nemico in fuga lasciando che i suoi uomini si riposassero dopo due settimane di marce forzate e quasi tre giorni di battaglia.
La decisione di Lee consentì alle truppe nordiste di Nathaniel Banks di ricongiungersi con Pope.
Nonostante ciò Pope, scosso dalla disfatta subita, aveva paura di organizzare una controffensiva e decise di ritirarsi fino a Washington ma un messaggio del comandante in capo Henry Wager Halleck gli ordinò di avanzare verso le forze di Lee a Manassas.
Lee aveva però già predisposto un piano per anticipare l'iniziativa di Pope e aveva chiesto a ‘'Stonewall" Jackson di aggirare il fianco destro di Pope a Centreville e di posizionarsi dietro le posizioni nordiste.

## La battaglia
La mattina del 1º settembre Pope ordinò al maggiore generale Sumner di effettuare una ricognizione verso nord mentre il resto dell'armata proseguiva verso Washington.
Jackson proseguì la sua operazione arrivando fino a Ox Hill, a sud-est di Chantilly, dove permise ai suoi uomini di riposare. Qui però venne attaccato dai nordisti ma riuscì a respingerli. I due comandanti federali Kearny e Stevens, vennero uccisi in combattimento.